# Parabaeus kiefferi
Parabaeus kiefferi är en stekelart som beskrevs av De Santis 1971. Parabaeus kiefferi ingår i släktet Parabaeus och familjen gallmyggesteklar. Inga underarter finns listade i Catalogue of Life.